# Бостанджи
Бостанджи́ (от тур. bostancı «садовник») — лейб-гвардия султана в Османской империи, охранявшая султана и дворец, а также выполнявшая другие задания для двора. Вместе с янычарами могли пойти в поход.
Основной их задачей была наружная охрана дворца султана. При этом им были приданы полицейские функции. Часть бостанджи являлись придворными слугами, они несли личную охрану султана и исполняли его указания по устранению неугодных. Они имели большое влияние при дворе, часто назначались Великими визирями. Начальник корпуса бостанджи назывался бостанджи-паша́.
Менее привилегированные бостанджи занимались и не связанными с охраной работами, нужными двору: заготавливали материалы для постройки дворцов и мечетей, перевозили грузы, трудились на огородах (под Стамбулом, Эдирне и Гелиболу), тушили пожары.
В XVII веке численность бостанджи сохранялась в диапазоне от двух до двух с половиной тысяч, из которых 300—400 являлись придворными слугами.

## Галерея
- Бостанджи-баши, начальник стражи султана.
- Хасеки-агаси, лейтенант стражи султана.